# Томас Андерс
Томас Андерс (на немски: Thomas Anders; роден като Бернд Вайдунг, на немски: Bernd Weidung) е германски певец, композитор и музикален продуцент. Андерс е бивш водещ изпълнител на немския популярен поп-дует Модърн Токинг в периода между 1984 – 1987 г. и 1998 – 2003 г.

## Ранни години
Томас Андерс показва интерес към музиката още като дете. Първото си изпълнение на сцената, той прави, когато е едва на 7 години. Андерс учи музика в гимназията Кобленц. След като пее няколко пъти в дискотеки и клубове, през 1979 г., той участва в музикално състезание, организирано от радио станцията Радио Люксембург, от което той си тръгва без никакви спечелени точки. Два дена след състезанието членовете на журито му предлагат музикален договор. Официално кариерата му започва 1980 г., когато излиза дебютната му песен „Джуди“. След това Андерс изпълнява още няколко песни, продуцирани от Даниел Дейвид, включващи и песента Du weinst um ihn, която той изпълнява в телевизионното предаване на Михаел Шанце Hätten Sie heut' Zeit für uns. През 1983 г. Андерс се среща с Дитер Болен, който продуцира Was macht das schon, немската кавър версия на песента на Ф.Р. Дейвид Pick Up The Phone, и също Heißkalter Engel, немската кавър версия на песента на Риал Лайф Send Me An Angel. От края на 1983 г. до средата на 1984 г. Болен продуцира и други песни на Андерс, които включват Wovon träumst du denn, Endstation Sehnsucht and Es geht mir gut heut' Nacht. Но успехът идва към края на 1984 г., когато Андерс и Болен формират успешния дует Модърн Токинг, като започват с песента, станала световен хит, You're My Heart, You're My Soul (29 октомври 1984), от сингъла са продадени 8 000 000 копия по света.

### Солова кариера
В края на 1987 г. Модърн Токинг се разпада заради постоянната борба за контрол над Томас между първата му жена Нора и Болен. Постоянните заплахи за живота на Нора от феновете на Модърн Токинг, които я обвиняват за разпада на групата, принуждават Андерс да напусне Германия и да замине за САЩ, където през 1989 г. той издава първия си солов албум Different, който е продуциран от продуцента на Елтън Джон, Гъс Дъджън, и от продуцента на а-ха, Алън Търни. Първата му песен „Love of My Own“ е издадена през същата година и се счита за най-големия успех в соло кариерата му. Вторият му албум е издаден през 1991 г. и само 3 песни са издадени от него, „The Sweet Hello, The Sad Goodbye“, написана от Пер Гесле, един от членовете на групата Роксет, „I Can't Give You Anything (But My Love)“ и „True Love“. През 1992 г. Андерс издава своя трети солов албум Down on Sunset, от който песните „How Deep Is Your Love“ и „Standing Alone“ (дует с Глен Медейръс) стават голям хит в Германия и Австрия. Андерс издава своя четвърти соло албум When Will I See You Again през 1993 г. През същата година Андерс прави нещо ново със своето участие в шведския филм Stockholm Marathon. Андерс пише „Marathon of Life“, главната песен във филма, която е една от песните в албума му от 1993 г. През 1994 г. той издава албума Barcos De Cristal, който е само на испански. Албумът съдържа песни от 1992 г. и от 1993 г. пренаписани на испански. През 1995 г. Андерс издава албума Souled, който продуцира заедно с Петер Волф. Андерс изпълнява песента „Feel For the Physical“ заедно с The Pointer Sisters. Малко след това той прави турне, което включва градовете Кейптаун, Йоханесбург, Хонг Конг, Сингапур, Тайпей, Сантяго де Чили и Москва. След това кариерата му е за кратко в застой, докато в края на 1997 г. Андерс и Болен обявяват повторното обединяване на Модърн Токинг. Дуетът се разделя отново през 2003 г., като е продал над 65 милиона албума по целия свят в периода 1998 – 2003 г. и общо 120 милиона за целия им съвместен период – от 1984 до 1987 и от 1998 до 2003 г. По този начин те се превръщат в най-продаваната немска група в историята.

### Следващи години
В края на 2003 г. Андерс подписва договор с БМГ като самостоятелен певец, след последния албум на Модърн Токинг. Първата му песен Independent Girl, издадена през ноември 2003 г., достига #17 в немските класации, а неговият албум This Time също влиза в Топ 20. Втората песен на Андерс – King of Love влиза в Топ 20 на Испания и в Топ 40 на Германия. През това време той работи със своя нов продуцент Петер Риес, който преди Андерс е работил със Сандра Крету и Ноу Ейнджълс. През 2004 г. Андерс получава покана от НДР да участва в Песен на Евровизия. Също така през 2004 г. Андерс е поканен да изпее баладата Just Dream, която се счита за официален химн на балета Ваканция на Лед(който по-късно влиза в Световните рекорди на Гинес). Година след това Андерс печели своята законна битка срещу Дитер Болен, която се дължи на неправилни твърдения от Болен, написани в неговата автобиографична книга. През март 2006 г. Андерс отново участва в Песен на Евровизия, където е един от участниците представляващи Германия заедно с Вики Леандрос (победител в Песен на Евровизия 1972 г.) и кънтри групата Тексас Лайтнинг. През същата година Андерс напуска БМГ и подписва договор с Едел Мюзик и издава своя суинг албум Songs Forever. През април 2006 г. в магазините пристига The DVD-Collection, която съдържа 20 клипа от неговата солова кариера и няколко хита на Модърн Токинг. Андерс работи по албума си, който е издаден през 2009 г.
Нов албум е издаден късно през лятото на 2009 г., излиза песента „Good Carma“.

## Личен живот
Родителите на Андерс са Хелга и Петер Вейдунг. Андерс също има брат Аким и сестра Таня. Той е женен за Нора Бейлинг от 1985 г. до 1998 г. От юли 2000 г. Андерс е женен за Клаудия Хес, от която има син Александър Мик, роден на 27 юни 2002 г.

## Дискография

### Студийни солови албуми
| Година | Заглавие                                            |
| ------ | --------------------------------------------------- |
| 1989   | Different - Издаден: 29 август 1989 г.              |
| 1991   | Whispers - Издаден: 17 май 1991 г.                  |
| 1992   | Down on Sunset - Издаден: 1 септември 1992 г.       |
| 1993   | When Will I See You Again - Издаден: 23 юни 1993 г. |
| 1994   | Barcos De Cristal - Издаден: 19 април 1994 г.       |
| 1995   | Souled - Издаден: 7 април 1995 г.                   |
| 2004   | This Time - Издаден: 23 февруари 2004 г.            |
| 2006   | Songs Forever - Издаден: 3 март 2006 г.             |
| 2010   | Strong - Издаден: 7 февруари 2010 г.                |
| 2012   | Christmas for You - Издаден: 16 ноември 2012 г.     |
| 2016   | History - Издаден: 27 май 2016 г.                   |
| 2017   | Pures Leben - Издаден: 7 април 2017 г.              |
| 2018   | Ewig Mit Dir - Издаден: 19 октомври 2018 г.         |

### Албуми на живо
| Година | Заглавие                        |
| ------ | ------------------------------- |
| 1997   | Концерт на живо - Издаден: 1997 |

### Песни
- 1980 Judy (CBS)
- 1980 Du weinst um ihn (CBS)
- 1981 Es war die Nacht der ersten Liebe (CBS)
- 1982 Ich will nicht dein Leben (Hansa)
- 1983 Was macht das schon (Hansa)
- 1983 Wovon träumst du denn (Hansa)
- 1983 Heißkalter Engel (Hansa)
- 1984 Endstation Sehnsucht (Hansa)
- 1984 Es geht mir gut heut' Nacht (Hansa)
- 1989 Love Of My Own (Teldec) (#24 Германия)
- 1989 One Thing (Teldec)
- 1989 Soldier (Teldec)
- 1991 The Sweet Hello, The Sad Goodbye (East West)
- 1991 Can't Give You Anything (But My Love) (East West) (#73 Германия)
- 1991 Can't Give You Anything (But My Love) (Ремикс) (East West)
- 1991 True Love (East West)
- 1992 How Deep Is Your Love (Polydor) (#71 Германия)
- 1992 Standing Alone (Дует с Glenn Medeiros) (Polydor) (#72 Германия)
- 1993 When Will I See You Again (Дует с The Three Degrees) (Polydor) (#37 Германия)
- 1993 I'll Love You Forever (Polydor) (#79 Германия)
- 1993 I'll Love You Forever (Ремикс) (Polydor)
- 1994 The Love In Me (Polydor)
- 1994 The Love In Me (Ремикс) (Polydor)
- 1994 Road To Higher Love (Polydor)
- 1995 Never Knew Love Like This Before (Polydor)
- 1995 A Little Bit Of Lovin' (Polydor)
- 1995 Never Knew Love Like This Before (Ремикс) (Polydor)
- 2003 Independent Girl (BMG) (#17 Германия, #57 Австрия, #6 Русия)
- 2004 King Of Love (BMG) (#37 Германия, #16 Испания, #1 Турция, #3 Перу)
- 2004 Tonight Is The Night (BMG) (#60 Германия, #66 Русия)
- 2004 Just Dream (BMG) (#64 Германия)
- 2006 A Very Special Feeling
- 2006 Songs That Live Forever (Edel Records)
- 2006 All Around The World (Edel Records) (#6 Турция)
- 2008 Ziele (Zweihorn)
- 2008 Ibiza Baba Baya (White Shell Music)
- 2008 For You (White Shell Music)
- 2008 Kisses For Christmas (White Shell Music)
- 2009 The Night Is Still Young (Virgin)

### DVD
- 2006 Томас Андерс – The DVD-Collection (#15 Germany)

Въпреки заглавието, от това видео липсват няколко клипове на Томас Андерс: Heißkalter Engel, Es geht mir gut heut' Nacht, Can't Give You Anything (But My Love) и Soldier.

### Сътрудничества
- 1988 I Can Never Let You Go
- 1989 Soldier (написана и продуцирана от Алън Търни)
- 1991 The Sweet Hello, The Sad Goodbye (написана от Пер Гесли)
- 1992 Standing Alone (дует със Глен Медейрос]])
- 1993 When Will I See You Again (дует с The Three Degrees)
- 1993 Emotional Thing
- 1993 Question Of Love
- 1993 Ain’t No Woman
- 1994 Tal Vez (#1 Мексико)
- 1995 Feel For The Physical (дует с The Pointer Sisters)
- 2001 Hey Mr. President
- 2001 Cry For You
- 2002 Stay
- 2002 Funky Dance
- 2009 The Night Is Still Young (дует с Сандра Крету)